# Filippo Rusuti

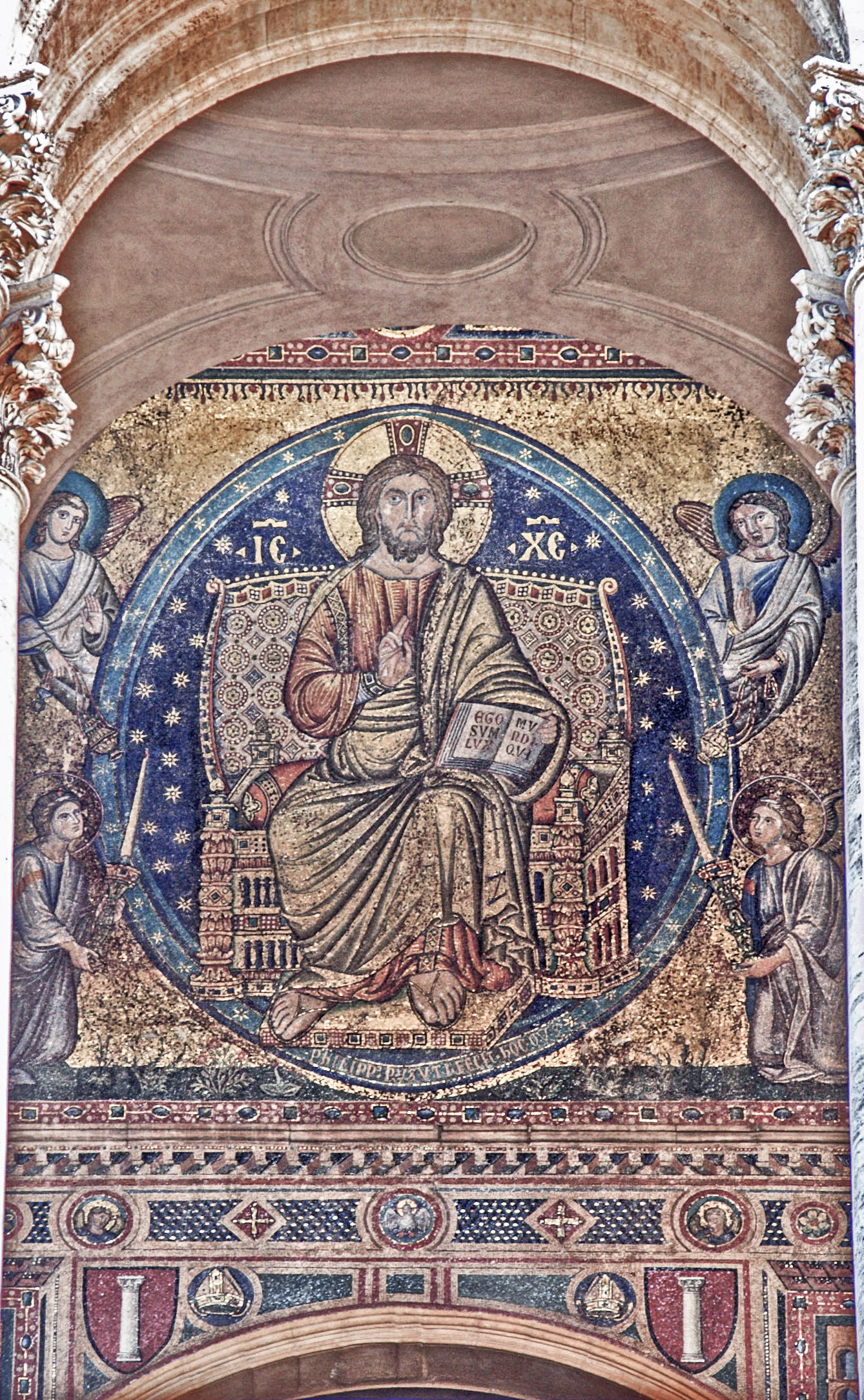
Mosaico de Filippo Rusuti na fachada de Santa Maria Maggiore (Roma).

Filippo Rusuti foi um pintor e mosaicista italiano ativo entre os séculos XIII e XIV, associado à escola romana da época, ao lado de artistas como Jacopo Torriti e Pietro Cavallini.  
Autor dos mosaicos registrados na antiga fachada da Basílica de Santa Maria Maior, com Cristo no trono, junto a anjos e aos evangelistas, e com a representação do milagre do Nossa Senhora das Neves.
Também a ele se atribuem os afrescos sobre a história do Gênesis na Basílica de São Francisco de Assis, em Assis.  
Considera-se que era contemporâneo de Jacopo Torriti e Pietro Cavallini, dentro da mesma escola romana da época.  
Principais Obras e Atribuições:
• Mosaicos na Basílica de Santa Maria Maior, Roma: Rusuti é conhecido por sua contribuição na antiga fachada da Basílica de Santa Maria Maior, onde criou mosaicos que retratam Cristo entronizado entre anjos e os símbolos dos evangelistas, além de cenas relacionadas ao milagre de Nossa Senhora das Neves. 
• Afrescos na Basílica de São Francisco de Assis: A ele são atribuídos afrescos que ilustram histórias do Gênesis na Basílica de São Francisco, em Assis, incluindo a criação de Adão e Eva e possivelmente a construção da Arca de Noé. 
• Atividade na França: Documentos indicam que, por volta de 1301, Rusuti e seus assistentes estavam a serviço do rei Filipe IV da França, trabalhando em locais como Poitiers e possivelmente na corte papal em Avignon. 
• Trabalhos em Nápoles: Por volta de 1319, Rusuti esteve em Nápoles, onde participou da decoração da igreja de Santa Maria Donnaregina, contribuindo com figuras de profetas, e criou cenas da vida de Cristo na Capela Brancaccio da igreja de São Domingos. 
Descobertas Recentes:
Em 2010, o estudioso Alfred Breitman atribuiu a Rusuti um ciclo de afrescos descobertos em uma torre do Palazzo Senatorio no Capitólio, uma atribuição que recebeu apoio de historiadores de arte. 
A obra de Filippo Rusuti representa uma fusão de influências bizantinas e ocidentais, refletindo a rica tradição artística da Itália medieval.

Fontes:
https://artepiu.info/filippo-rusuti-mosaico-facciata-santa-maria-maggiore/https://www.treccani.it/enciclopedia/filippo-rusuti_%28Dizionario-Biografico%29/?utm_source=chatgpt.com
https://www.unprofesor.com/ciencias-sociales/representantes-de-la-escuela-romana-de-pintura-6195.html
https://www.finestresullarte.info/en/art-and-artists/the-madonna-and-child-in-santa-maria-del-popolo-is-by-filippo-rusuti-the-signature-emerges-from-restoration